# Socha svatého Jana Nepomuckého (Říkovice)
Socha svatého Jana Nepomuckého vytvořená v roce 1719 se nachází v Říkovicích v okrese Přerov v místě bývalého hřbitova naproti domu č. p. 113. Kvalitní barokní dílo je od roku 1958 chráněnou kulturní památkou.

## Historie
Socha byla vytvořena v roce 1719 na zakázku majitelů panství, bratrů Jana Václava a Jana Viléma Říkovských z Dobrčic. Pískovcová skulptura byla původně umístěna v polích mezi čtyřmi starými lipami přibližně 700 metrů severně od Říkovic. Polní trať v těchto místech je podle ní do dnešních dnů označována jako U Svatého Jana.  
O osmdesát let později došlo k renovaci sochy kroměřížským sochařem a kameníkem Janem Felixem Ležatkou, kterou zaplatil říkovický sládek Jan Samohrd, jak vypovídá latinský nápis na zadní straně sochy: Renovatum Ao Di 1797 ex voto Ioannis Samohrd rzikowicensis praxatoris. Ioann Felix Lezatka lap Crem renovavit. Od roku 1958 je socha Jana Nepomuckého památkově chráněna. Během restaurování v roce 2000 byla přemístěna do zastavěné části obce v místech bývalého hřbitova.

## Popis
Socha vytesaná z jemnozrnného maletínského pískovce měří i s podstavcem přibližně 4 mětry. Jan Nepomucký stojí na čtyřbokém zdobném podstavci umístěném na dvou schodišťových stupních. Z přední strany je uprostřed podstavec zdobeného florálními motivy oválná kartuš s nápisem Anno 1719. Světcova postava je oděna v kanovnickém rouchu a na hlavě má biret. Soše schází většina levé ruky včetně krucifixu a částečně poničené má i prsty pravé ruky. Před rekonstrukcí v roce 2016 chyběl soše i nos.